# Nambikwara do Guaporé
Nambikwara do Guaporé, ogranak Nambikwara Indijanaca iz doline rijeke Guapore, danas naseljeni na rezervatima TI Vale do Guaporé i TI Pequizal. 
Sastoje se od nekoliko lokalnih skupina koje govore vlastitim dijalektima: Hahaintesu (Hahãitesu), Wasusu (Wasuhsu), Alantesu (Alãntesu), Waikisu i Waikatesu